# Émilienne Raoul
Émilienne Raoul, née le 7 janvier 1945 à Brazzaville, est une universitaire et femme politique de la république du Congo.

## Biographie

### Jeunesse et formation
Émilienne Geneviève Raoul née Matingou est la fille de l'entrepreneur Pierre Matingou basé à Madzia (anciennement Hamon), dans le village Konda Mambou, sur la ligne du chemin de fer CFCO, ainsi que d'une mère d'origine cabindaise. Le père menuisier fut très prospère dans les années 1950.
Madame Raoul est la sœur cadette du feu colonel Godefroy Matingou (1943 - 2014),,, formé à l’École spéciale militaire de Saint-Cyr à Coëtquidan promotion Driant (1965-1967). 
Elle obtient un diplôme d'assistante sociale en 1966. Après avoir exercé ce métier pendant une dizaine d'années, elle décroche un doctorat de troisième cycle de l'université des sciences et techniques de Lille, actuellement Université Lille-I en géographie, sur le thème Activités des femmes en milieu urbain : le cas de Brazzaville en 1982,.
Elle entame alors une carrière de maitre de conférence à l'université Marien-Ngouabi.

### Carrière politique
De 1998 à 2002, elle est membre du Conseil national de transition (CNT), le Parlement intérimaire qui existait pendant la période transitoire qui a suivi la guerre civile de 1997. 
A la fin de cette période transitoire, lors de l’élection parlementaire de mai-juin 2002, Madame Raoul est élue à l’Assemblée nationale en tant que candidate indépendante dans la première circonscription du septième arrondissement de Brazzaville (Mfilou); ce siège est remporté au second tour de scrutin. Après l’élection, elle est nommée au gouvernement comme ministre des affaires sociales, de la solidarité, de l’action humanitaire, des victimes de guerre et de la famille le 18 août 2002.
Le 3 mars 2007, l'intitulé de son portefeuille ministériel est modifié en ministère de la santé, des affaires sociales et de la famille. Elle succède donc à Alphonse Gando au ministère de la santé le 10 mars. En plus de son poste dans le gouvernement, elle est présidente du Centre pour la promotion de la femme en politique à partir de 2007.
Le portefeuille d'Émilienne Raoul est réduit le 15 septembre 2009, date à laquelle elle est nommée ministre des affaires sociales, de l’action humanitaire et de la solidarité. Elle est remplacée par Georges Moyen au ministère de la santé le 24 septembre.
Après la victoire du président Denis Sassou-Nguesso lors de l’élection présidentielle de mars 2016, après quatorze ans sans discontnuer, Madame Raoul n'est pas reconduite dans le gouvernement du 30 avril 2016; Antoinette Dinga-Dzondo la remplace comme ministre des affaires sociales et la passation de pouvoir se déroule le 7 mai.
Émilienne Raoul est actuellement présidente du Conseil économique et social.

## Vie privée

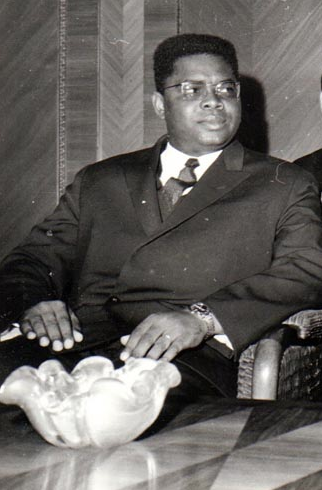
Alfred Raoul premier ministre en visite à Bucarest en Roumanie en novembre 1969

Émilienne Raoul est la veuve d'Alfred Raoul (1938 - 1999), Général de division, premier saint-cyrien du pays, homme politique, dirigeant d'entreprise et diplomate congolais.

## Autres fonctions
Émilienne Raoul est vice-présidente du conseil d'administration de l'association des scouts et guides du Congo (ASCG).

## Ouvrages
- Activités des femmes en milieu urbain : le cas de Brazzaville, thèse de doctorat de 3e cycle en géographie, Université Lille 1 - Sciences et Technologies, 1982[7],
- L'emploi des femmes à Brazzaville : journées d'études sur Brazzaville : actes du colloques : Brazzaville, 25-28 avril 1986, ORSTOM, AGECO[14].
- Stratégies alternatives de lutte contre la pauvreté au Congo, 2000.